# شیدا شجاعی
شیدا شجاعی کهنه‌شهری بازیکن بسکتبال ایرانی اهل تهران است که هم‌اکنون در ترکیب تیم ملی بسکتبال ۳ نفره زنان ایران و نیز تیم ملی بسکتبال زنان ایران حضور دارد.
او سابقهٔ بازی در باشگاه‌های شهرداری گرگان و نفت آبادان در رقابت‌های داخلی ایران را نیز دارد.